# Fantasio (caricaturista)
Juan Gálvez Elorza, conocido por su seudónimo Fantasio (Illapel, Coquimbo, Chile. 18 de febrero de 1909–Buenos Aires, Argentina. 16 de enero de 1971) fue un caricaturista e ilustrador chileno quien desarrolló la mayor parte de su carrera en Argentina. Destacó por su tira cómica Tancredo, publicada por más de 35 años en varios diarios porteños. También trabajó en las revistas Rico Tipo y Leoplán, siendo también uno de los primeros colaboradores de la famosa revista satírica Topaze.

## Biografía
Nacido en el Valle del Elqui, Gálvez se mudó en su adolescencia a Santiago donde trabajó como ilustrador en los diarios La Nación y Los Tiempos. Luego de la suspensión de ambas publicaciones en 1931, su colega Jorge Délano "Coke", recién regresado de los Estados Unidos, le invita a formar parte de su nuevo proyecto: un semanario que le diera una mirada humorística a la compleja situación política del momento y que sería denominado Topaze, revista en la cual trabajó hasta fines de 1932 cuando pasa a integrar la revista Verdejo, de breve duración. También ilustró las portadas de la revista de actualidades Wikén. El estilo de Fantasio durante este período contiene grandes influencias del movimiento art deco, con un fuerte énfasis en las figuras geométricas. También solía dibujar cruces en las orejas.
Fantasio tenía también un hermano llamado Mario, quien trabajó en las revistas Topaze y Verdejo bajo el seudónimo "Ares".
En 1933, Gálvez es nombrado Cónsul de Chile en Mar del Plata, por lo que se radica en la Argentina. Durante aquel año es contratado por el diario La Razón como dibujante. Es en dicho rotativo donde, el 4 de noviembre de 1935, introdujo la tira cómica Tancredo, que retrataba las vivencias de un típico marido oprimido. Luego de un par de años, Fantasio y su personaje pasan se cambian al tabloide El Mundo, mientras que en sus últimos años (segunda mitad de los 60 hasta 1971) la tira se publicó en la última página del Clarín.
Respecto de su trabajo en revistas, en Rico Tipo dibujó "Pan de Dios", sobre un hombre bondadoso en extremo, y "La Costilla de Adán", chistes sobre mujeres dibujadas al estilo good girl. En Leoplán realizó numerosas historietas empezando con Max y Tin en 1936. Para la revista Goles creó la tira "Fanatino", sobre un aficionado a los deportes, y que pasaría a llamarse "Angelito Sport" al publicarse en El Nacional. También colaboró en Mundo Argentino y Patoruzú. 
Si bien pasó dos terceras partes de su vida en la Argentina, Fantasio solía pasar dos meses de cada año en Chile, donde sus trabajos se publicaron en revistas como El Pingüino y más tarde en Viejo Verde (para la cual creó la tira "Puppi") y Ganso (la cual se publicó tras su fallecimiento). Gálvez también representó a las revistas de la Editorial Lord Cochrane, incluyendo a Barrabases. 
Fue vocal y presidente de la Asociación de Dibujantes Argentinos, uno de los pocos extranjeros que han formado parte activa de esta organización.